# Операция «Тарнеголь»
Операция «Тарнеголь» (ивр. מבצע תרנגול‎, «Петух») — операция израильских военно-воздушных сил, проведенная накануне вторжения на Синай 1956 года. Израильский Gloster Meteor NF.13 перехватил и уничтожил египетский Ил-14, перевозивший членов египетского Генерального штаба из Сирии в Египет.

## История
24 октября 1956 года, когда Израиль, Франция и Великобритания готовились к началу операций «Кадеш» и «Мушкетёр» для восстановления контроля над Суэцким каналом, Египет подписал военный договор с Сирией и Иорданией, и все старшие египетские офицеры, в том числе фельдмаршал Абдель Хаким Амер (вице-президент и главнокомандующий), находились в Дамаске на координационной встрече с сирийскими военными.
По данным израильской разведки, полученными утром 28 октября, делегация должна была вернуться в Каир ночью на египетском самолёте Ил-14. Это давало возможность лишить Египет высшего военного командования накануне операций; израильским ВВС было поручено сбить самолёт.
28 октября 1956 года, в 14:00, капитан Йоаш Цидон получил приказ срочно подготовить самолёт NF.13 для секретной миссии. В то время лишь один из трёх Gloster Meteor, которыми располагали израильские ВВС, был пригоден для ночных полётов и оборудован радаром. К указанному времени Gloster Meteor NF.13 # 52, оснащённый четырьмя 20-мм пушками, каждая со 160 снарядами, и двумя 330-литровыми внешними топливными баками, был готов к полёту. Цидон со штурманом Элияшевом Брошем вылетели на задание очень тёмной, безлунной ночью. Над Средиземным морем, к юго-западу от побережья Израиля, достаточно близко к Кипру, Брош сообщил о контакте с целью на расстоянии примерно 3 миль. После тщательной идентификации, Цидон открыл огонь (по приказу командующего ВВС генерал-майора Дана Толковского пилоты доложили по радио о форме самолёта, количестве окон и даже о том, что видят через окна Ил-14). Одна из крыльевых пушек, установленных на Gloster Meteor NF.13, не сработала, стрельба из трёх пушек придала самолёту вращение. Ил получил повреждения двигателя, но продолжил полёт. После второго залпа Ильюшин взорвался большим огненным шаром. Из-за взрыва израильский самолёт потерял управляемость, восстановить её удалось лишь на очень низкой высоте. Самолёту едва удалось вернуться и дотянуть до авиабазы Хацор, поскольку расход топлива превысил запланированный.

## Результаты
Погибло шестнадцать египетских офицеров и журналистов, находившихся на борту Ильюшина, и два члена экипажа. Однако, вскоре разведка сообщила, что Абдель Хакима Амера в самолёте не было. Он изменил свои планы, остался в Дамаске и вылетел из сирийской столицы на другом самолёте. Командование ВВС рассматривало возможность перехвата и уничтожения второго самолёта, но отказалось из соображений угрозы разоблачения источников разведки.
Ил-14 упал в Средиземное море, но нападение осталось в тайне, причиной считали аварию. Вскоре правительство Египта обратилось к Великобритании с просьбой о помощи на гуманитарной основе в поисках пропавшего самолёта, британцы и египтяне начали поисковые операции и несколько дней осматривали акваторию Средиземного моря. Британцы также передали просьбу о помощи Израилю, и израильский флот, не будучи проинформирован об операции ВВС, присоединился к поискам. Поисковая флотилия была замечена израильскими ВВС. Поскольку только непосредственные участники и несколько высокопоставленных офицеров ВВС знали об операции по перехвату, высшему командованию был направлен запрос на привлечение военно-морских сил для её нейтрализации. Запрос был отклонён.
Операция «Тарнеголь» оставалась военной тайной в течение 32 лет и была обнародована только в январе 1989 года. Уничтоженный Ил-14 стал первым самолётом на счету 119-й эскадрильи и последним, сбитым израильским «Метеором».